# Anders Fryxell

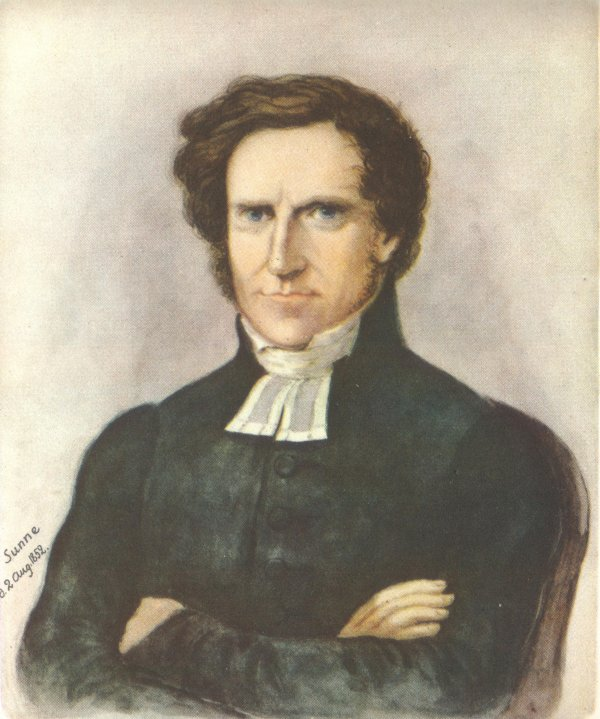
Anders Fryxell 1852

Anders Fryxell (* 7. Februar 1795 in Edsleskog, Gemeinde Åmål; † 21. März 1881 in Stockholm) war ein schwedischer Historiker.

## Leben und Werk
Fryxell studierte an der Universität Uppsala, wurde 1820 als Geistlicher ordiniert und an der Universität Uppsala 1821 promoviert. 1823 begann er mit der Veröffentlichungen seiner volkstümlichen und bei einem breiten Publikum beliebten schwedischen Geschichte (Berättelser ur svenska historien, Geschichten aus der Schwedischen Geschichte), die er mit insgesamt 46 Bänden bis 1879 fortsetzte und die die Zeit bis zur Regierung von Adolf Friedrich abdeckten. Nach seinem Tod schrieb Otto Sjögren noch drei Bände, die 1891 bis 1893 erschienen und die Zeit von Gustav III. und Gustav IV. Adolf  behandelten.
Seine schwedische Grammatik erschien 1824. Er erhielt wegen seiner Werke 1833 den Professorentitel und wurde 1835 Pfarrer von Sunne bei Karlstad, erhielt von seinem Bischof aber 1847 die Erlaubnis, sich nur noch dem Schreiben und der Forschung zu widmen.
1834 wurde er Mitglied der Kungliga Vitterhets Historie och Antikvitets Akademien, 1840 der Svenska Akademien und 1847 der Königlich Schwedischen Akademie der Wissenschaften. Nach seinem Tod veröffentlichte seine Tochter 1884 eine literarische Autobiographie aus dem Nachlass.

## Werke

### Übersetzungen
- Leben Gustaf II. Adolfs, Königs von Schweden. Aus dem Schwedischen des And. Fryxell nach der zweiten Auflage übersetzt und mit den nöthigen Anmerkungen versehen von T[inette] Homberg. Hinrichs, Leipzig. Originaltitel ist 6. Teil in Beraettelser ur svenska historien.
  - [1. Teil], 1842, Digitalisat.
  - 2. Teil, 1843, Digitalisat.